# Tangara à dos citron
Ramphocelus icteronotus
Espèce
Le Tangara à dos citron (Ramphocelus icteronotus) est une espèce de passereaux de la famille des Thraupidae.

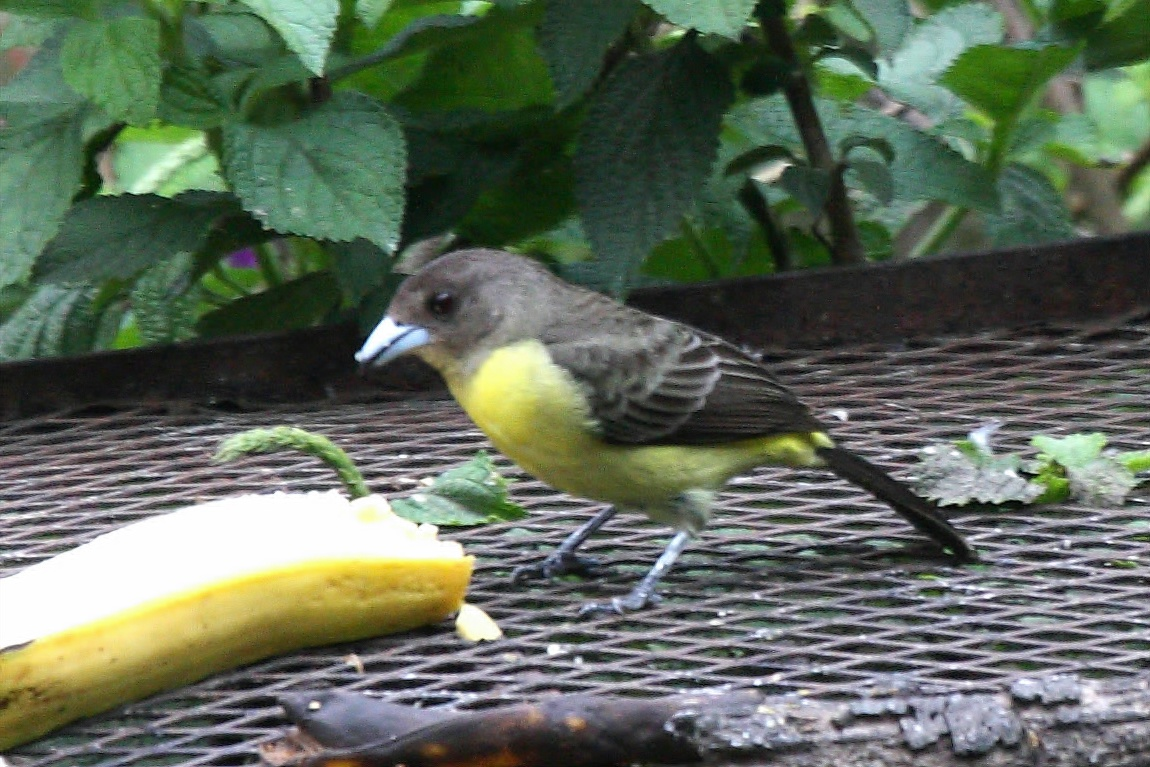
femelle

## Répartition
Cet oiseau vit au Panama et le Tumbes-Chocó-Magdalena.